# Sąd Najwyższy Arizony
Sąd Najwyższy Arizony (Arizona Supreme Court) – sąd najwyższej instancji w systemie prawnym amerykańskiego stanu Arizona. Składa się z pięciu sędziów powoływanych przez gubernatora Arizony spośród kandydatów przedstawionych przez komisję złożoną z przedstawicieli obu głównych partii politycznych. Sędziowie muszą następnie uzyskać akceptację ogółu obywateli stanu, wyrażoną w referendum. Pierwsze głosowanie w sprawie danego sędziego powinno odbyć się po dwóch latach od jego powołania, a kolejne co sześć lat. Kadencja sędziego wygasa w chwili ukończenia przez niego 70 lat lub wskutek negatywnego wyniku referendum w jego sprawie. Sędziowie wybierają z własnego grona prezesa sądu oraz jego zastępcę. 
Sąd Najwyższy pełni rolę stanowego sądu konstytucyjnego. Rozpatruje także odwołania od decyzji stanowego sądu apelacyjnego (Arizona Court of Appeals). Wyjątkiem są sprawy, w których w pierwszej instancji orzeczona została kara śmierci. W takich sytuacjach rolę sądu drugiej instancji automatycznie przejmuje Sąd Najwyższy. 

## Skład
stan na 26 lipca 2010
- Rebecca White Berch - prezes
- Andrew Hurwitz - wiceprezes
- Scott Bales
- Michael Ryan
- John Pelander